# Non devi piangere/Grande come il nostro amore
Non devi piangere/Grande come il nostro amore è il decimo singolo su 7" de I Jaguars pubblicato nel 1968 dalla CDB.

## Tracce
Lato A
1. Non devi piangere (Sergio Odorici, Silvio Settimi)

Lato B
1. Grande come il nostro amore (Silvio Settimi)